# Устинов Юрій Степанович
Юрій Степанович Устинов (нар. 14 березня 1958 — 3 квітня 2011, Кривий Ріг, Україна) — радянський та український футболіст, виступав на позиції півзахисника та нападника.

## Кар'єра гравця
Вихованець криворізького «Кривбасу», перший тренер — В. Новіков. Футбольну кар'єру розпочав у 1977 році в складі  дубля рідного клубу. Наступного року грав в аматорській команді «Колос» (Скадовськ). У 1979 році став гравцем одеського СКА, в дублюючому складі якого й проходив військову службу. По завершенні служби в 1981 році повернувся до «Кривбасу». У 1984 році перейшов до хмельницького «Поділля». У 1986 році прийняв запрошення куйбишевських «Крил Рад». У 1987 році виступав у рівненському «Авангарді», а наступного року повернувся до «Кривбасу». Влітку 1989 року перейшов до херсонського «Кристала». Потім виступав у клубах «Меліоратор» (Каховка), «Колос» (Осокорівка), «Каучук» (Стерлітмак) та «Буджак» (Комрат). У першому розіграші незалежного чемпіонату України виступав у складі клубу «Андезит» (Хуст). У вересні 1993 року перейшов до «Будівельника» (Кривий Ріг), у складі якого наступного року й завершив кар'єру футболіста.

## Кар'єра тренера
По завершенні кар'єри гравця розпочав тренерську діяльність. Після звільнення Михайла Паламарчука з 10 квітня очолив «Сіріус» (Жовті Води). У червні команда змінила юридичних власників і завершувала сезон як «Сіріус» (Кривий Ріг). Звільнений з посади третього липня. Потім працював у ДЮСШ міста Кривий Ріг.
3 квітня 2011 року помер у Кривому Розі у віці 53 років.

## Досягнення

### Як гравця
«Кривбас» (Кривий Ріг)
- Чемпіонат УРСР
  -  Чемпіон (1): 1981